# Lomsgölen (Högsby socken, Småland)
Lomsgölen är en sjö i Högsby kommun i Småland och ingår i Alsteråns huvudavrinningsområde.